# کوه دمبل
کوه دمبل (به انگلیسی: Dumbell Mountain) یک کوه در ایالات متحده آمریکا است که در شهرستان چیلان، واشینگتن واقع شده‌است. کوه دمبل ۲٬۵۶۶٫۷۵ متر بالاتر از سطح دریا واقع شده‌است.